# Ennezat
Ennezat – miejscowość i gmina we Francji, w regionie Owernia-Rodan-Alpy, w departamencie Puy-de-Dôme.
Według danych na rok 1990 gminę zamieszkiwało 1915 osób, a gęstość zaludnienia wynosiła 105 osób/km² (wśród 1310 gmin Owernii Ennezat plasuje się na 111. miejscu pod względem liczby ludności, natomiast pod względem powierzchni na miejscu 510.).